# Núi Bazardüzü
Núi Bazardüzü (tiếng Azerbaijani: Bazardüzü dağı, tiếng Lezgi: КичIен сув, tiếng Nga: Базардюзю), là đỉnh núi ở dải Kavkaz Lớn, trên biên giới giữa Nga và Azerbaijan.
Núi Bazardüzü có độ cao 4.467 m (14.656 ft), là đỉnh cao nhất ở Azerbaijan và nằm trong quận Gusar (Qusar). Điểm cực nam của nước Nga ở đoạn này nằm cách đỉnh núi 7 km về phía tây nam.